# Ted Alexandro
Ted Alexandro (26 de enero de 1969) es un stand-up cómico de la ciudad de Nueva York . Ha aparecido en la mayoría de los programas nocturnos de entrevistas y ha tenido sus propios especiales de media hora en Comedy Central . 

## Biografía
Alexandro es un nativo de Bellerose, Queens, Nueva York que asistió a la Escuela Preparatoria St. Francis y luego al City College de Nueva York y se especializó en música con concentración en piano de jazz. Su padre fue profesor de escuela pública de la ciudad de Nueva York en Brooklyn durante treinta años, mientras que su madre trabajaba en la casa, criando a cinco hijos. Ella enseñó religión, salud y educación sexual en la escuela secundaria. 
Más tarde se mudó al Queens College, donde obtuvo una maestría en educación primaria. Al graduarse, enseñó música en la escuela primaria durante cinco años mientras también realizaba comedia por la noche. Desde entonces, Alexandro ha aparecido en el Late Show con David Letterman, Late Night con Conan O'Brien, Jimmy Kimmel Live!, The Late Late Show con Craig Ferguson, Dr. Katz, The Rob and Joe Show y dos especiales de media hora de Comedy Central Presents . También ha aparecido en " Oz ", " Louie " y " Inside Amy Schumer ". 
Time Out NY enumeró a Ted como uno de los 21 Linchpins de la escena de comedia de Nueva York, "Como cómico, Ted Alexandro es un elemento de Nueva York tan firme como el lecho de roca". 
En una carrera de más de veinte años, abrió para Chuck Berry, Smokey Robinson, Louis CK, Lewis Black, Craig Ferguson, Dennis Miller, Joan Rivers y Jim Gaffigan . 
Ted fue uno de los fundadores de The New York Comedians Coalition, que aumentó el sueldo de los comediantes en los clubes de comedia de Nueva York. 
Ha sido muy activo con el movimiento Occupy Wall Street y es uno de los fundadores de Occupy Astoria Long Island City.
Su último proyecto es la serie web de comedia Teachers Lounge que produce y escribe de forma independiente con su compañero y coprotagonista Hollis James, y que protagonizará Lewis Black, Jim Gaffigan, Dave Attell, Judah Friedlander, Jim Norton, Judy Gold, Todd Barry, Rachel Feinstein, Michael Che y el músico Ted Leo como maestros pasando el rato en la sala de maestros de una escuela primaria. En 2014, Teachers Lounge ganó dos premios Cynopsis Digital Media Awards: Mejor serie web de nueva comedia y Jim Gaffigan por Mejor aparición como invitado en una serie web de comedia.